# Колоколово (Гдовский район)
Колоколово — деревня в Гдовском районе Псковской области России. Входит в состав городского поселения «Гдов» Гдовского района.
Расположена в 2 км к юго-западу от Гдова на побережье Чудского озера.

## Население
Численность населения деревни по оценке на 2000 год составляет 167 жителей, на 2009 год — 159 жителей.

## История
До 2005 года деревня входила в состав ныне упразднённой Гдовской волости.